# Musée napoléonien de Rome
Le musée napoléonien de Rome (en italien : Museo napoleonico di Roma) est situé Piazza di Ponte Umberto I, à Rome, en Italie. Il s'agit d'un musée historique consacré à la mémoire de la famille Bonaparte, présentant la collection du comte Giuseppe Primoli. Il a légué celle-ci ainsi que le Palais, à la ville de Rome en 1927.

## Généralités
Giuseppe Primoli est le fils de Pietro Primoli et de Charlotte Bonaparte. Sa collection comprend des œuvres d'art et souvenirs, qu'il a rassemblés davantage en rapport avec l'histoire privée de la famille, ainsi qu'une collection de reliques historiques.
Il se situe dans le Palais Primoli, construit au XVIe siècle, qui appartient à la famille Gottifredi jusqu'à la fin du XVIIIe siècle. Il est racheté par le comte Luigi Primoli, le père de Pietro, entre 1820 et 1828. Leur fils, Giuseppe Primoli, en hérite en 1901 : il y fait faire une importante rénovation, rendue nécessaire par la construction des digues du Tibre et celle du pont Humbert Ier. Le projet est confié à l'architecte Raffaele Ojetti et les travaux durent jusqu'en 1911.
Le palais abrite également la Fondation Primoli, aussi créée par Giuseppe Primoli, et la bibliothèque Primoli, qui présente environ 30 000 ouvrages. Au troisième étage du bâtiment, se situe le musée Mario Praz, section de la Galerie nationale d'art moderne et contemporain.

## Collections
Les collections du musée sont séparées en quatre sections : 
- Le Premier Empire, illustré par de grandes toiles et bustes réalisés par d’importants artistes de l'époque et qui portraiturent, selon les canons auliques et conventionnels, de nombreux membres de la famille impériale ;
- La “période romaine”, allant de la chute de Napoléon Ier à l’accession au pouvoir de Napoléon III ;
- Le Second Empire, avec des tableaux, sculptures, gravures, meubles et objets d’art caractéristiques de l’art de l’époque ;
- La vie des "Napoléonides" à Rome de la fin du XVIIIe  au début du  XXe siècle.

L'aménagement actuel du musée, fruit de travaux récents de restauration des salles, reflètent, dans les grandes lignes, les indications laissées par Giuseppe Primoli. Dans plusieurs salles, sont visibles des plafonds à traverses peintes du XVIIIe siècle, alors que les frises qui courent le long des murs des salles VIII, IX et X remontent aux premières décennies du XIXe siècle, alors que le palais appartenait déjà aux Primoli. Les frises des salles III et V, qui mêlent le "lion rampant" des Primoli et l’aigle des Bonaparte, sont postérieures au mariage de Pietro Primoli avec Charlotte Bonaparte.

## Galerie

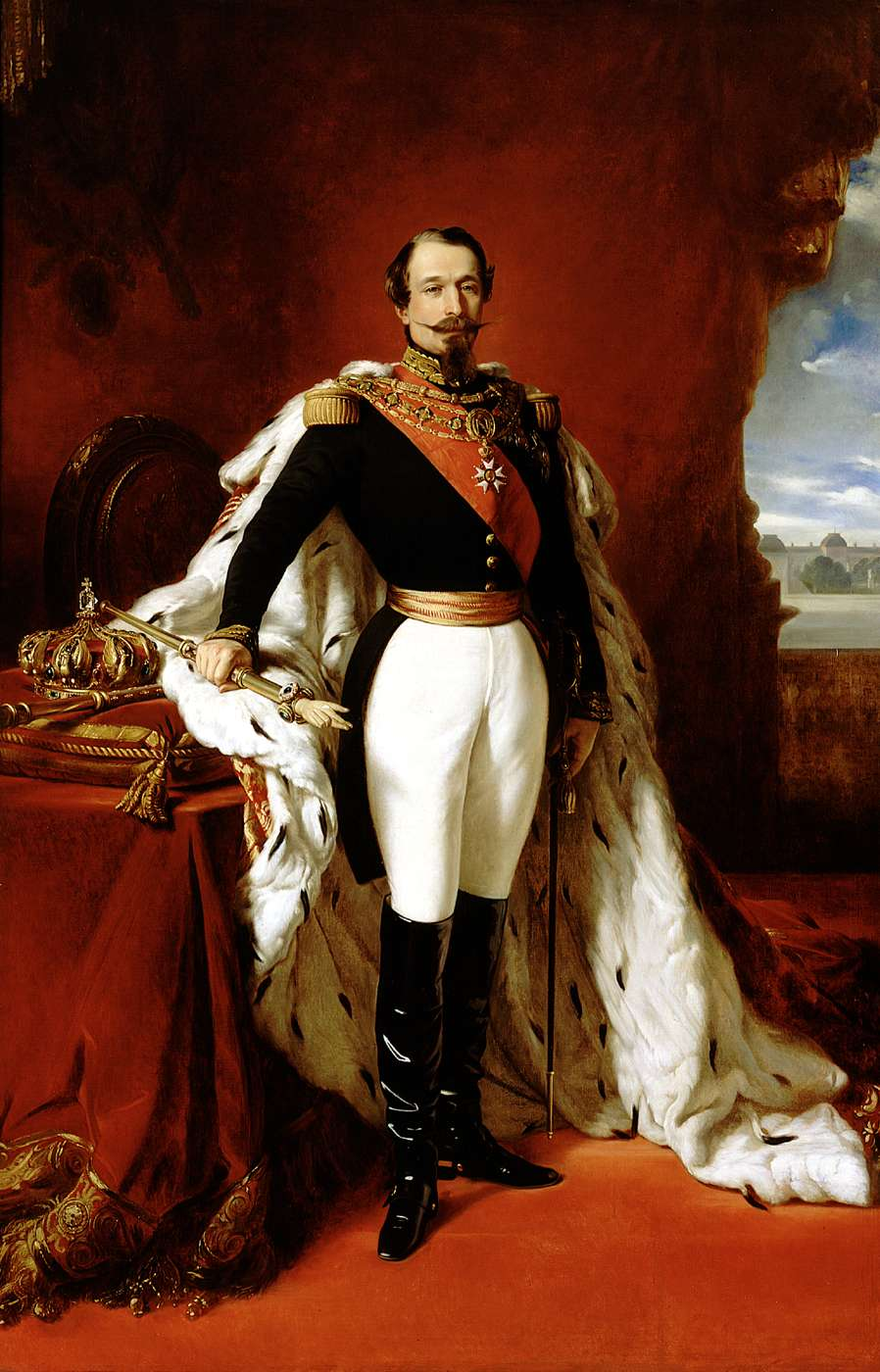
Napoléon III peint par Franz Xaver Winterhalter
Élisa Bonaparte et sa fille Élisa
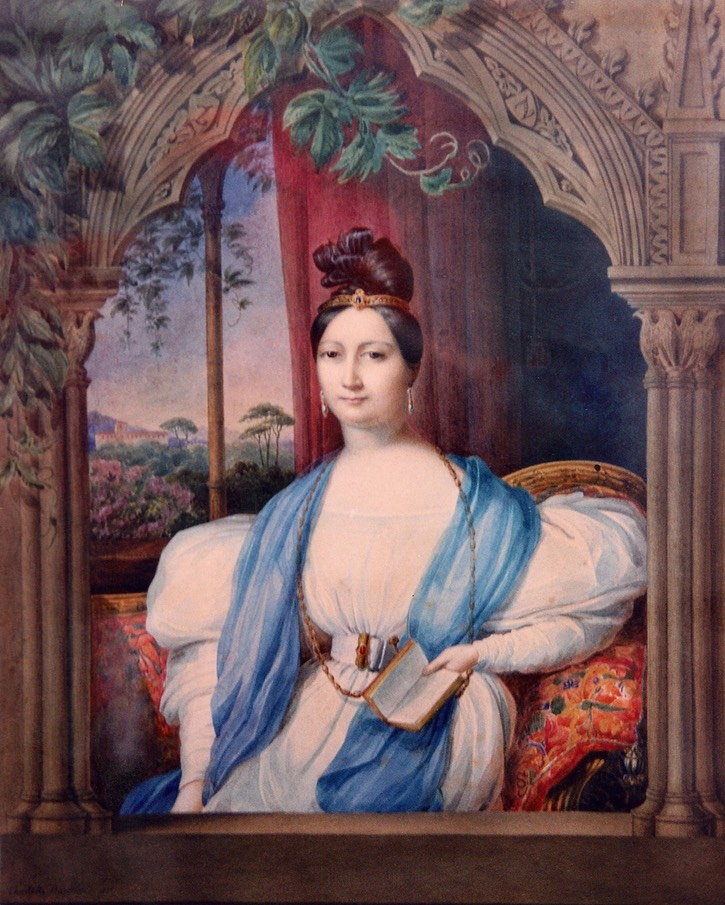
Zénaïde Bonaparte

## Source de la traduction
- (it) Cet article est partiellement ou en totalité issu de l’article de Wikipédia en italien intitulé « Museo napoleonico di Roma » (voir la liste des auteurs).